# تراسموث
بلدية تراسموث (بالإسبانية: Trasmoz) هي بلدية تقع في مقاطعة سرقسطة التابعة لمنطقة أراغون شمال شرق إسبانيا.

## الديموغرافيا
بلغ عدد سكان بلدية تراسموث 76 نسمة عام 2011 (وفقاً للمعهد الوطني الإسباني للإحصاء).
| 67 | 63 | 59 | 69 | 91 | 82 | 76 |